# Écran à plasma
Pour les articles homonymes, voir Écran et Plasma.

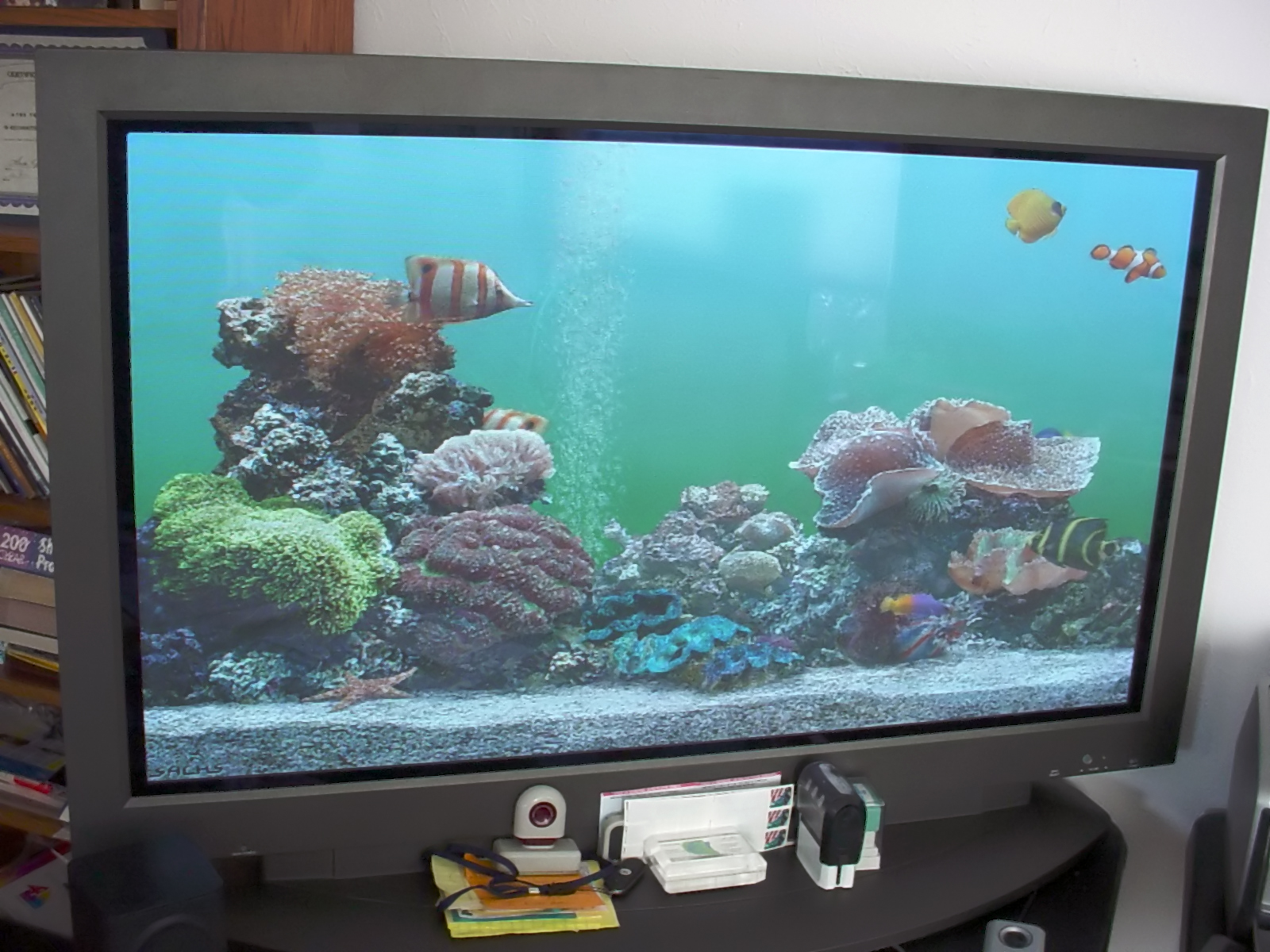
Télévision à écran à plasma

Les écrans à plasma fonctionnent de façon similaire aux tubes d'éclairage fluorescents (improprement appelés « néons »). Ils utilisent l’électricité pour illuminer un gaz.

## Technique

Schéma de principe

Le gaz utilisé est un mélange de gaz nobles (argon 90 % et xénon 10 %).
Ce mélange de gaz est inerte et inoffensif. Pour qu'il émette de la lumière on lui applique un courant électrique qui le transforme en plasma, un fluide ionisé dont les atomes ont perdu un ou plusieurs de leurs électrons et ne sont plus électriquement neutres, alors que les électrons ainsi libérés forment un nuage autour. Le gaz est contenu dans les cellules, correspondant aux sous-pixels (luminophores). Chaque cellule est adressée par une électrode ligne et une électrode colonne ; en modulant la tension appliquée entre les électrodes et la fréquence de l'excitation, il est possible de définir l'intensité lumineuse (en pratique on utilise jusqu'à 256 valeurs).
La lumière produite est ultraviolette, donc invisible pour l'humain, et ce sont des luminophores respectivement rouges, verts et bleus, répartis sur les cellules, qui la convertissent en lumière colorée visible, ce qui permet d'obtenir des pixels (composés de trois cellules) de 16 777 216 couleurs (2563).

## Avantages et inconvénients

### Avantages
Par rapport aux technologies concurrentes des écrans LCD et aux tubes cathodiques traditionnels, les points positifs sont les suivants :
- la technologie plasma permet de fabriquer des écrans de grandes dimensions et restant particulièrement plats, avec à peine quelques centimètres de profondeur, et offrant des valeurs de contraste élevées même sous un angle aussi important que cent soixante degrés – à la verticale comme à l’horizontale. L’image pouvant être vue clairement depuis le haut, le bas, la gauche ou la droite, les écrans à plasma sont idéaux pour les présentations professionnelles ;
- ils sont particulièrement adaptés à tous les environnements sujets à des interférences électriques, comme les installations de production électrique, les usines, les bateaux, les gares et les hôpitaux. Les écrans à plasma sont donc bien plus polyvalents que les tubes cathodiques traditionnels ou les vidéoprojecteurs ;
- les écrans plasma génèrent un spectre de couleurs plus large, un gamut plus étendu, et bénéficient d'un bien meilleur contraste que les dalles LCD, notamment grâce à la qualité de la profondeur des noirs. Les résultats offrant des images lumineuses, bien contrastées, mais avant tout des couleurs naturelles sans effet de saturation RVB.
- les écrans plasma bénéficient d'une meilleure réactivité, ils ne souffrent en théorie pas de rémanence. En pratique, ils se situent à mi-chemin entre le tube cathodique et le LCD ;
- les écrans plasma ne sont pas affectés des défauts inhérents à la technologie des dalles LCD : buzzing, banding, clouding ou défaut d'uniformité ;
- le record de l'écran plasma avec 3,80 m de diagonale (150 pouces) a été présenté au Consumer Electronics Show (CES) en 2008, tandis que le plus grand LCD mesure 2,80 m[2] ; et le record pour un écran LCD 15 m pour un écran amoled 18 m ;
- à grandeur égale, ils sont moins chers que les panneaux LCD, sont plus lumineux et procurent une intensité de noir différente

### Inconvénients
Quelques points négatifs peuvent être aussi relevés :
- le plus gros défaut des écrans plasma était leur sensibilité au phénomène de brûlure d'écran (burning) : affichées trop longtemps, les images fixes (ou une partie de l'image comme les logotypes des chaînes affichés dans les coins) peuvent continuer à se voir (en surimpression de l'image couramment affichée) pendant des heures, voire de façon définitive dans le pire des cas. Les écrans plasma de dernière génération utilisent un certain nombre de technologies destinées à prévenir le phénomène et le rendre réversible.
- les écrans plasma ont une consommation électrique variable selon la luminosité de l'écran ; faible pour afficher une image sombre, la consommation peut être supérieure à celle d'un écran LCD pour afficher une image très lumineuse. Inversement les téléviseurs LCD fonctionnent avec une énergie constante, que la scène soit sombre ou claire, en raison du rétroéclairage qu’ils utilisent en permanence. Ce rétroéclairage constant des dalles LCD a le défaut majeur de ne jamais donner des noirs de qualité suivant les angles de vision face à la dalle, mais des noirs souvent trop à très grisés sur toutes les scènes sombres.
- les parties sombres de l'image sont sujettes à un micro fourmillement, plus visible lorsque l'on s'approche près de l'écran (mais non visible à une distance "normale" de visionnage)
- la technologie inhérente au plasma peut produire un phénomène de phosphor trail, similaire aux effets arc-en-ciel produits par les vidéoprojecteurs à technologies DLP. Concrètement, un spectateur qui déplacera son regard d'un point à l'autre de l'écran sera gêné par des flashes lumineux de couleur qui délimiteront les contours des zones très contrastées (par exemple, un sous-titre blanc sur un fond noir).

Pour toutes ces raisons, et à cause de la baisse de la demande, les constructeurs Pioneer et Vizio ne produisent plus ce type d'écran. De plus, Hitachi a fermé en 2009 une usine de production d'écrans plasma. En décembre 2013, Panasonic annonce qu'il va cesser de produire des écrans plasma à cause d'une demande trop faible ; Samsung fait de même en juillet 2014. À la fin de l'année 2014, plus aucun écran plasma n'est en vente. Panasonic, a cessé la production de ces écrans en avril 2014 dans ses usines japonaises.

#### Évolution
Les recherches dans le domaine de l'affichage plasma s'orientent vers :
- la création de meilleurs luminophores : il faut pour cela mettre au point des substances offrant un meilleur rendement « Énergie dissipée sous forme de lumière visible » divisée par « Énergie acquise sous rayonnement UV » ;
- l'amélioration de la forme des cellules ;
- l'amélioration du mélange argon-xénon pour que la création du plasma froid dans ce milieu fournisse le plus de rayonnement ultraviolet possible.